# Хесус Рољан
Хесус Мигуел Рољан Прада (шп. Jesús Miguel Rollán Prada; рођен 4. априла 1968. у Мадриду — преминуо 11. марта 2006. у Барселони) је шпански ватерполиста. Играо је на позицији голмана. Гол репрезентације Шпаније је бранио на чак пет узастопних Олимпијских игара, почев од Сеула 1988. На Летњим олимпијским играма 1996. у Атланти је освојио златну медаљу. Два пута је са репрезентацијом освајао светско првенство, 1998. и 2001. Извршио је самоубиство 11. марта 2006. у једној бањи у близини Барселоне скоком са терасе хотела.